# Хоффман, Пол
Пол Хоффман (англ. Paul Hoffman; род. 21 апреля 1946, Нью-Йорк, Нью-Йорк) — американский гребной рулевой, выступавший за сборную США по академической гребле в конце 1960-х — начале 1970-х годов. Серебряный призёр летних Олимпийских игр в Мюнхене, чемпион Панамериканских игр, обладатель серебряной медали чемпионата Европы, победитель и призёр многих регат национального значения.

## Биография
Пол Хоффман родился 21 апреля 1946 года в Нью-Йорке, США.
Начал заниматься академической греблей во время учёбы в Академии Филлипса, продолжил подготовку в школе 
Брайанстон в Англии, в 1962 и 1964 годах дважды стартовал в Королевской регате Хенли. Позже окончил Гарвард-колледж (1968) и Гарвардскую школу права (1974) — здесь так же занимался греблей, состоял в местной гребной команде «Гарвард Кримсон», неоднократно принимал участие в различных студенческих регатах, в частности четыре раза подряд выигрывал традиционную регату Eastern Sprints.
Первого серьёзного успеха на взрослом международном уровне добился в сезоне 1967 года, когда вошёл в основной состав американской национальной сборной и побывал на Панамериканских играх в Виннипеге, откуда привёз награду золотого достоинства, выигранную в восьмёрках. Также выступил на чемпионате Европы в Виши, где в той же дисциплине стал серебряным призёром — в финале уступил команде из Западной Германии.
Благодаря череде удачных выступлений удостоился права защищать честь страны на летних Олимпийских играх 1968 года в Мехико — здесь попасть в число призёров не смог, финишировал в восьмёрках шестым. Будучи сторонником Олимпийского проекта за права человека, Хоффман передал значок этой организации австралийскому легкоатлету Питеру Норману, серебряному призёру в беге на 200 метров, который поддержал резонансный антирасистский протест американских бегунов Томми Смита и Джона Карлоса на церемонии награждения. В связи с этим инцидентом Олимпийский комитет США провёл расследование в отношении Хоффмана, в итоге его призвали невиновным, и ему было позволено выступить в своей дисциплине.
Находясь в числе лидеров гребной команды США, Пол Хоффман благополучно прошёл отбор на Олимпийские игры 1972 года в Мюнхене — на сей раз в составе экипажа-восьмёрки в главном финале пришёл к финишу вторым, пропустив вперёд только команду из Новой Зеландии, и тем самым завоевал серебряную олимпийскую медаль.
После мюнхенской Олимпиады Хоффман ещё в течение некоторого времени оставался в составе американской национальной сборной и продолжал принимать участие в крупнейших международных регатах. Так, в 1973 году он выступил на чемпионате Европы в Москве, где занял в восьмёрках шестое место.
Впоследствии работал адвокатом. Проявил себя и как тренер по гребле, в 1977 году входил в тренерский штаб американской сборной на чемпионате мира в Амстердаме.